# 종지

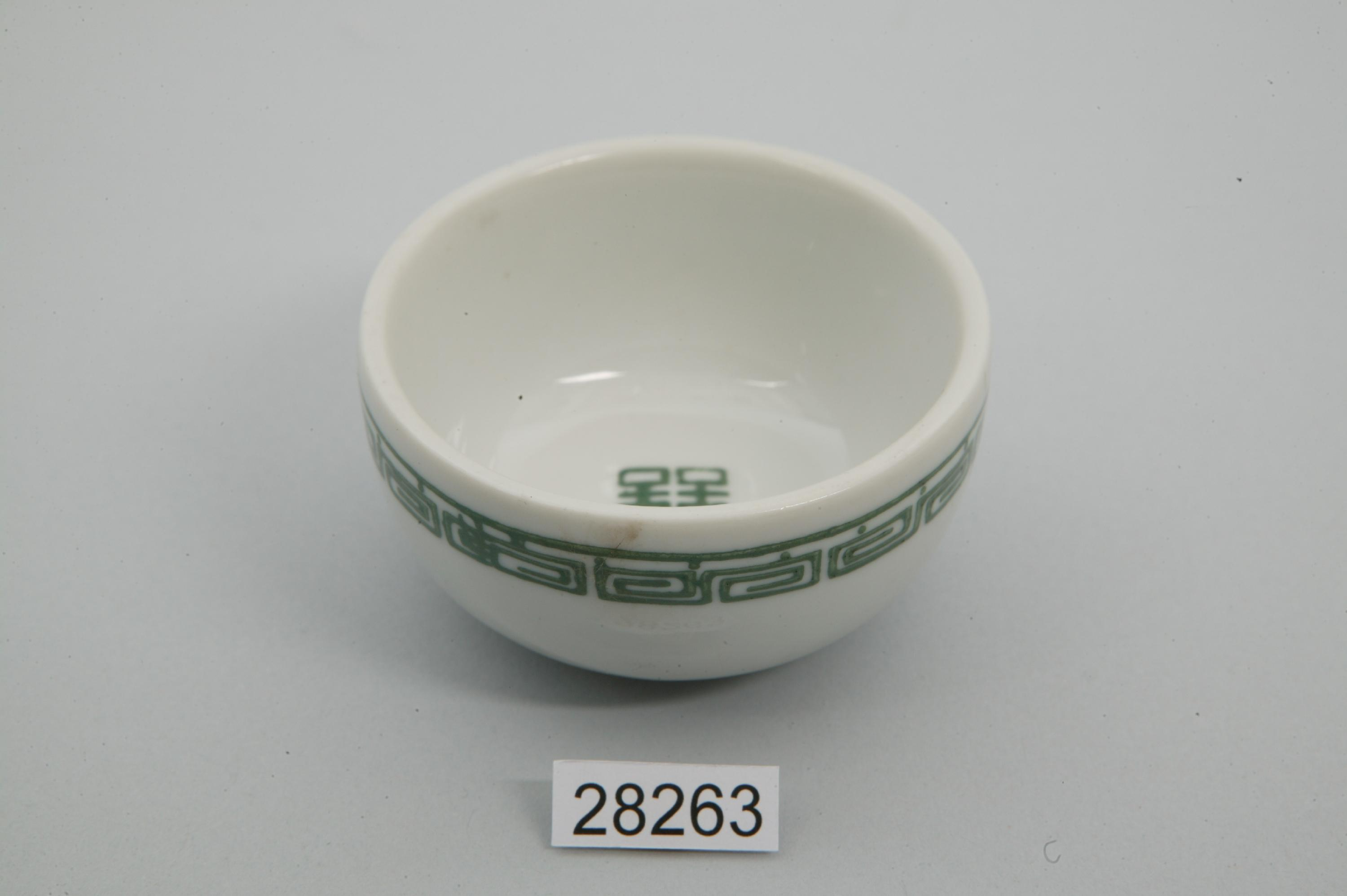
종지

종지는 간장이나 고추장 등을 담아서 상에 놓는 작은 그릇이다.

## 사진 갤러리

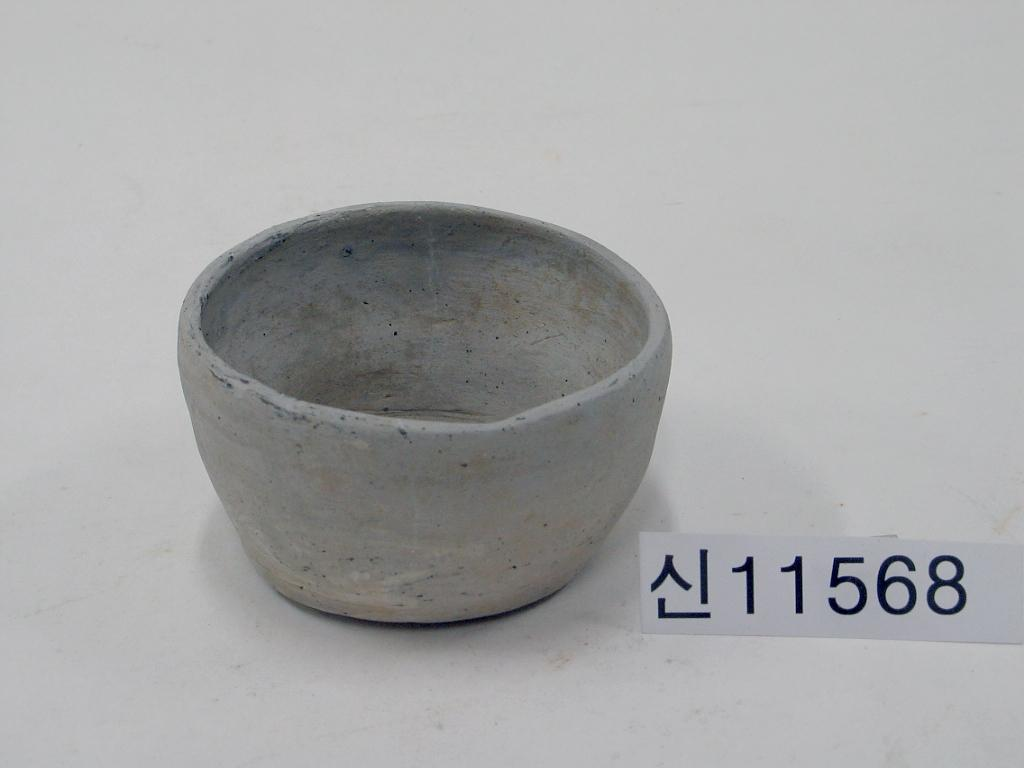
백제 시대의 토기 종지
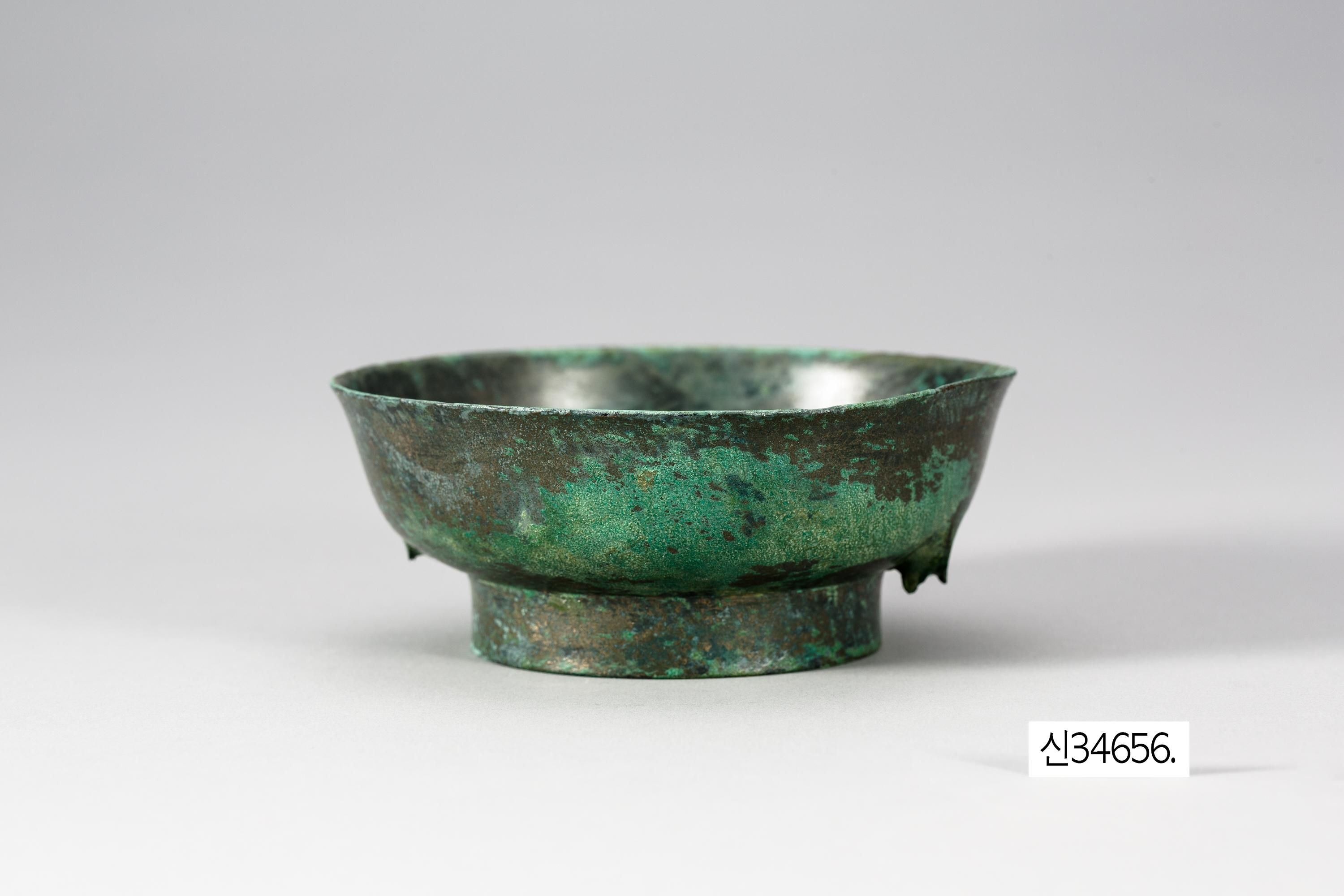
고려 시대의 청동 종지
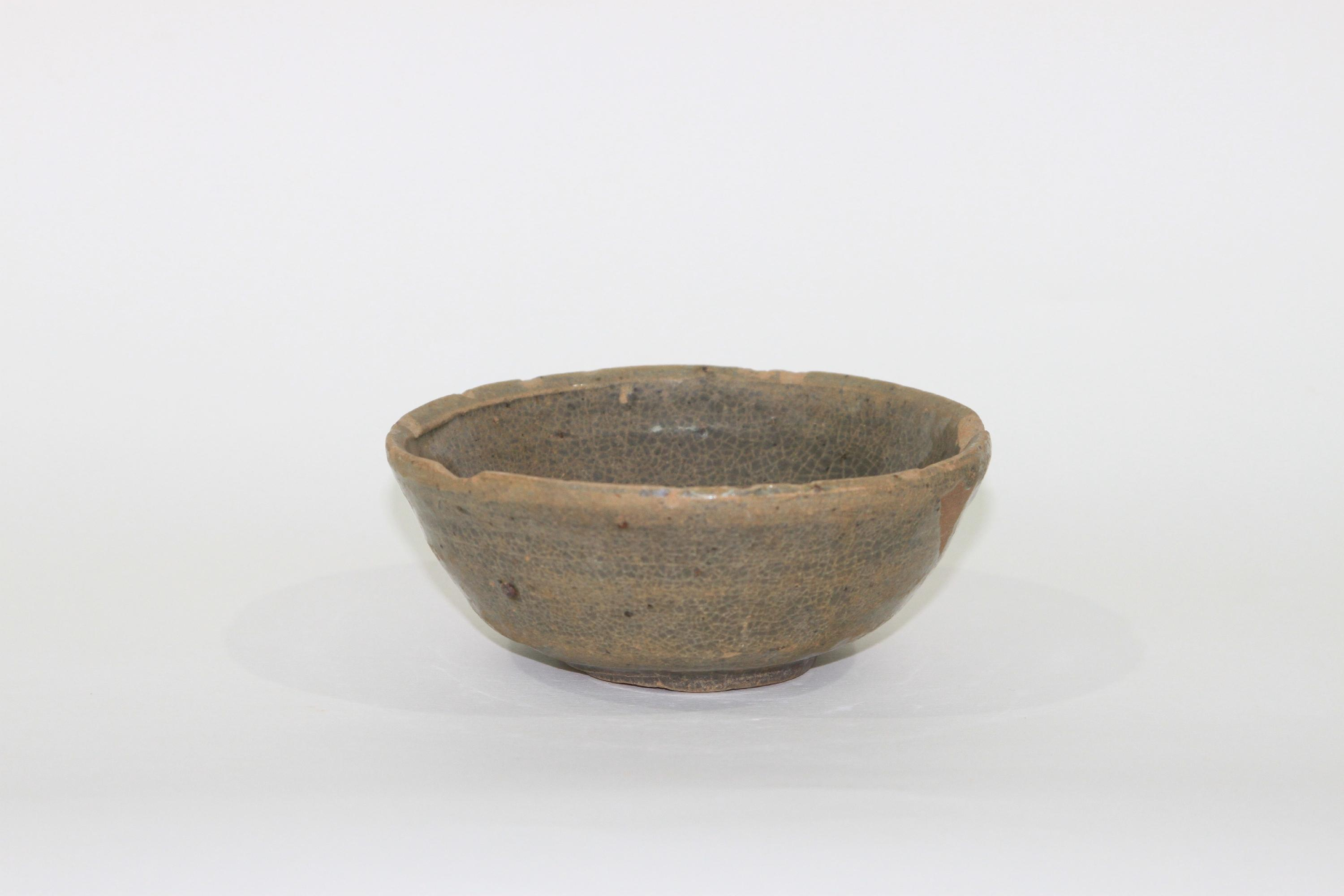
고려 시대의 청자 종지
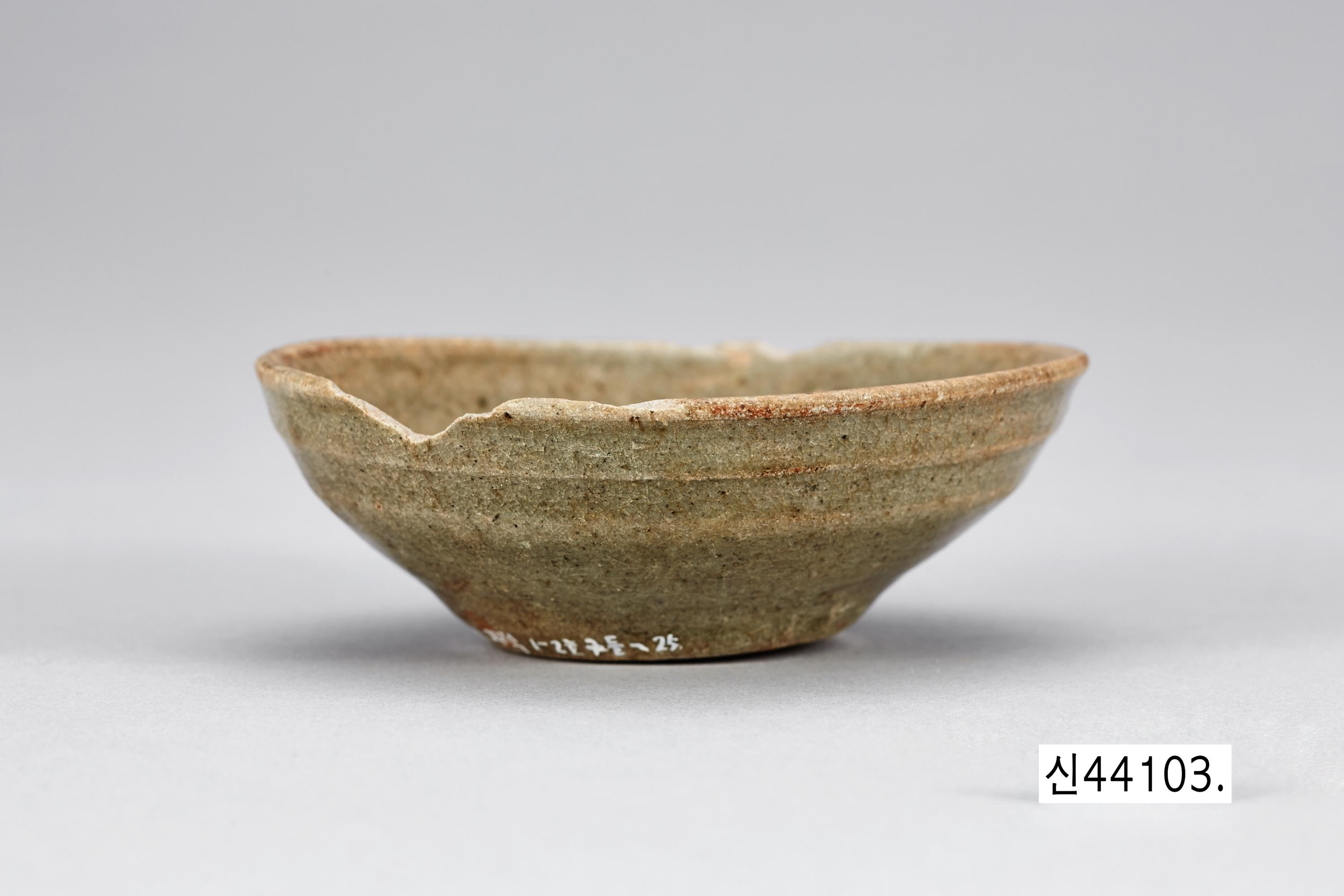
고려 시대의 분청사기 종지
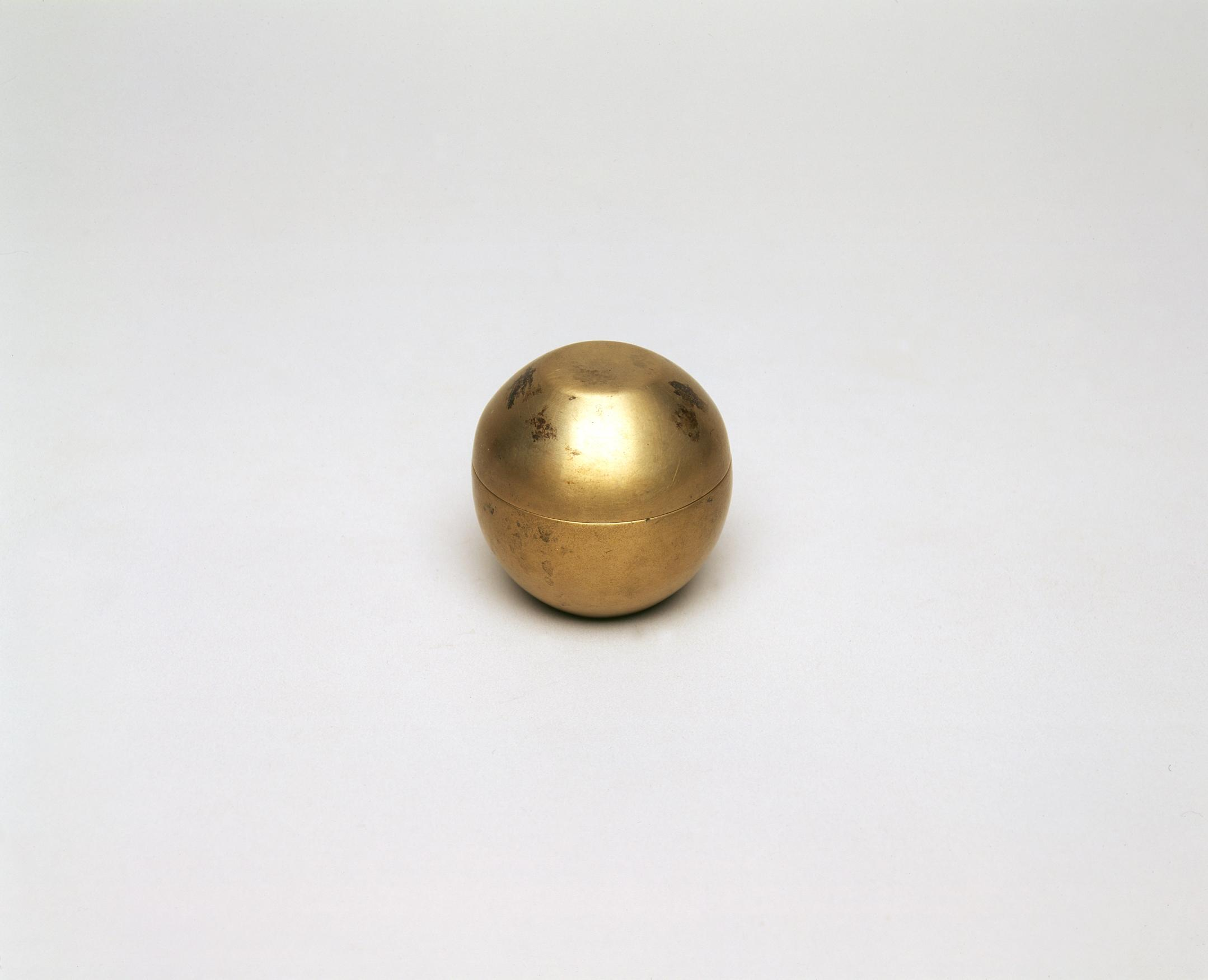
조선 시대의 구리 합금 종지
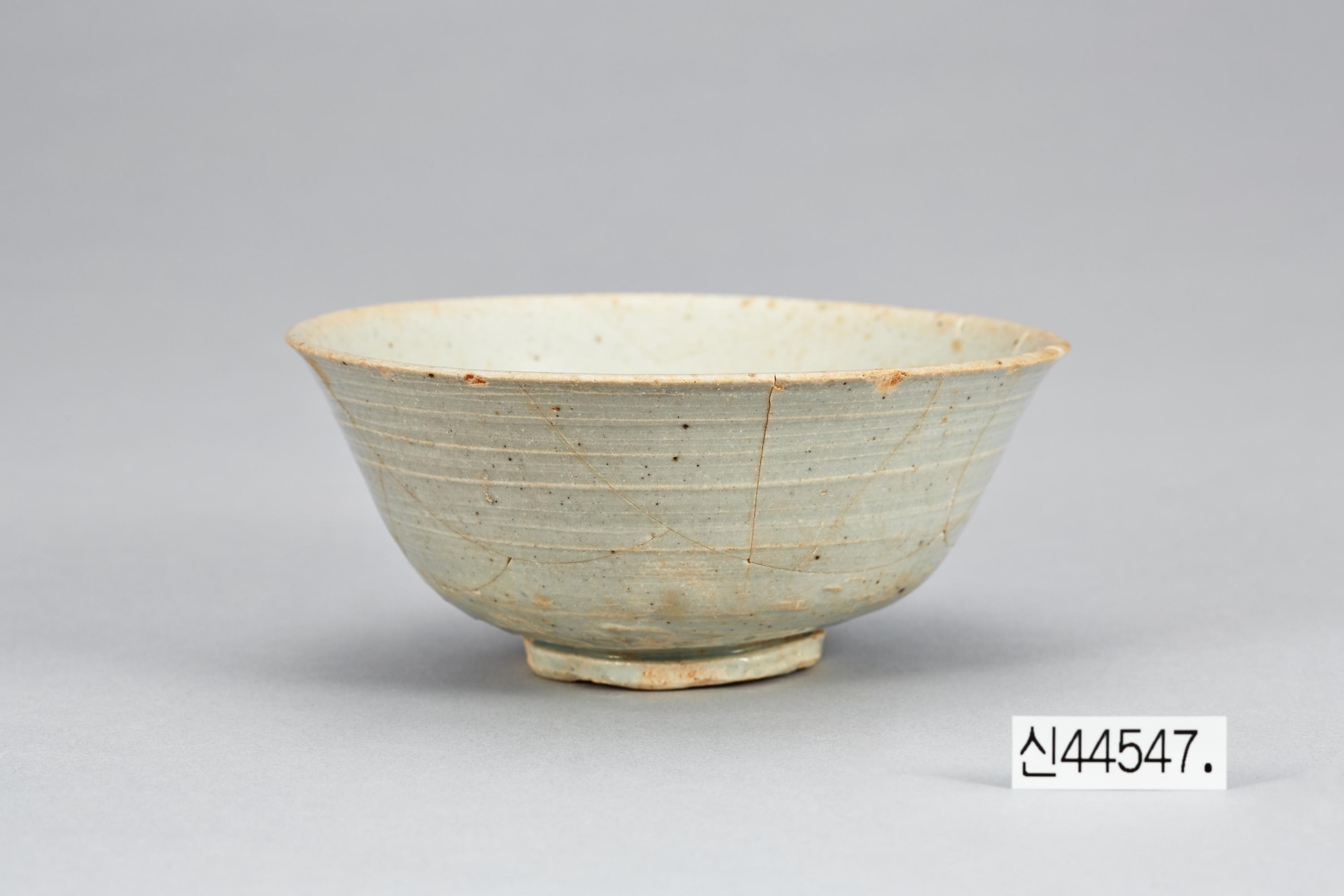
조선 시대의 백자 종지
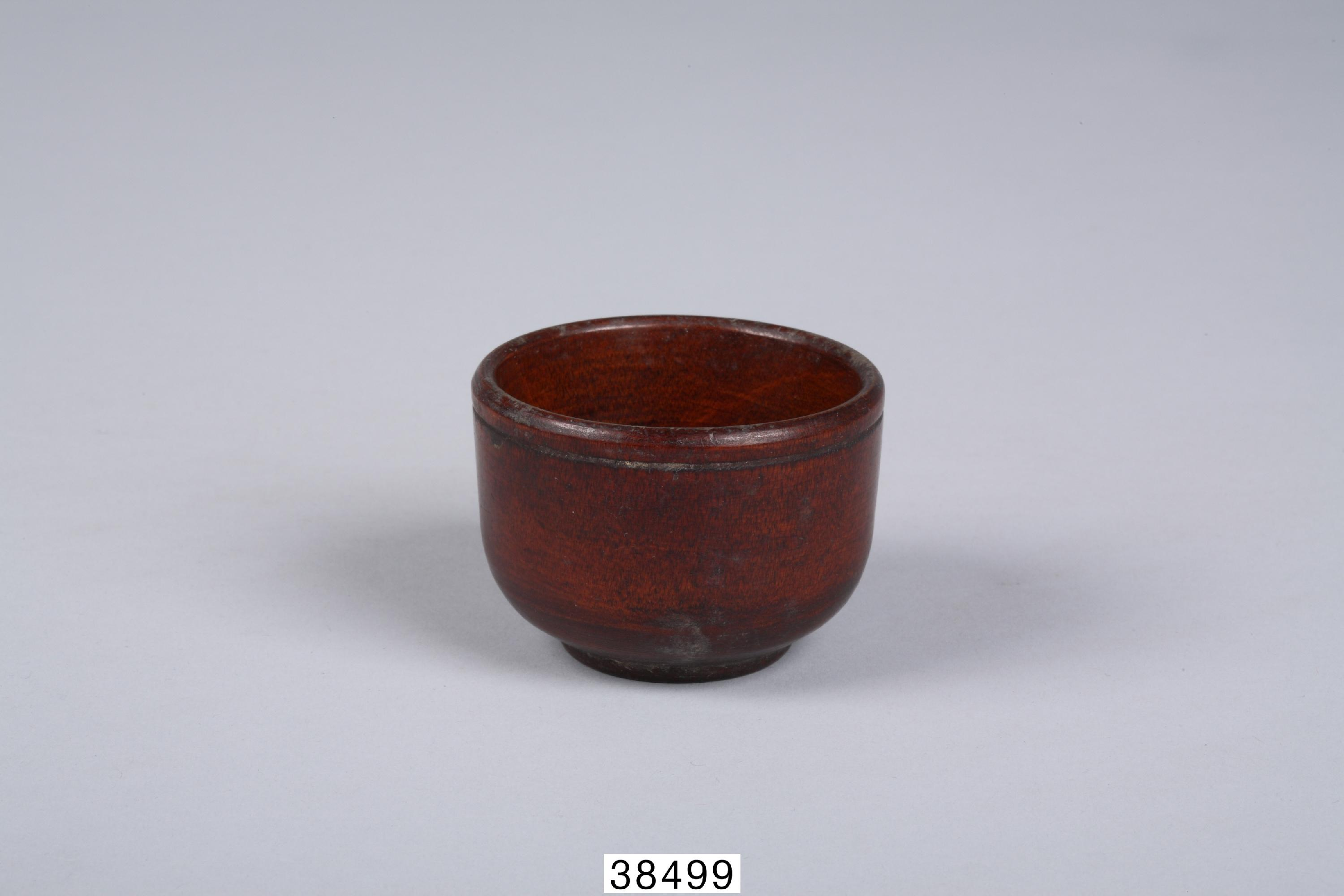
일제강점기의 나무 종지

## 같이 보기
- 라메킨